# Perle (S606)
Pour les articles homonymes, voir Perle (homonymie) et Perle (sous-marin).
Le sous-marin nucléaire d'attaque (SNA) Perle est l'un des six SNA de type Rubis de la marine nationale française. C'est le dernier exemplaire d'une série de six sous-marins construits par la DCN.
Saint-Maurice, dans le Val-de-Marne, est la ville marraine de la Perle depuis le 11 décembre 2010.
Le 12 juin 2020, alors que le sous-marin se trouve en période d’entretien au port de Toulon, un incendie à bord fait d’importants dégâts. Le ministère des Armées décide de le faire réparer à Cherbourg. Le 30 juin 2023 le sous-marin reprend son cycle opérationnel, après réparation et modernisation.

## Histoire

### Construction
Il est mis en chantier le 27 mars 1987, lancé le 22 septembre 1990 à Cherbourg (Cherbourg-en-Cotentin depuis 2016). Comme l'Améthyste, il a bénéficié dès l'origine du programme « AMElioration Tactique HYdrodynamique, Silence Transmission, Écoute » qui a permis à la classe de réduire substantiellement les bruits générés par la coque à grande vitesse.

### Service actif
Il est admis au service actif le 7 juillet 1993. Il est affecté à l'escadrille des sous-marins nucléaires d'attaque (ESNA) et est basé à Toulon.

### Immobilisation depuis juin 2020

#### Incendie à bord, durant la maintenance
Le vendredi 12 juin 2020 à 10 h 35, un incendie se déclare à l'avant de la Perle, alors en interruption programmée pour entretien et réparation (IPER) dans un bassin du port militaire de Toulon sous la maîtrise d’œuvre de Naval Group.
La préfecture maritime de la Méditerranée indique que le bâtiment a été évacué et que « le combustible nucléaire, les armes, les batteries ainsi que le carburant du moteur Diesel de secours avaient été retirés du navire pour sa période de maintenance ».
Les marins-pompiers du port de Toulon interviennent, avec l'aide des pompiers du Service départemental d'incendie et de secours du Var (SDIS 83). Dans un premier temps, ceux-ci ne peuvent pas descendre dans le sous-marin, du fait de la température trop élevée dégagée par l'incendie au sein de l'espace confiné ; l'intervention consiste donc à arroser la coque. Le bataillon de marins-pompiers de Marseille est appelé en renfort et envoie notamment onze véhicules avec des équipes spécialisées dans l'intervention à bord des navires et dans l'intervention robotique.
Le cabinet de la ministre des Armées Florence Parly indique qu'elle « se rendra sur place dès que les conditions le permettront »,. Le capitaine de vaisseau Éric Lavault, porte-parole de la Marine nationale qualifie l'incendie d'« assez sérieux ».
Le feu est éteint le 13 juin à 0 h 50 après quatorze heures de lutte,. Les dégâts sont jugés importants, et il n'est pas sûr que le navire puisse un jour reprendre du service, ce qui porte atteinte à la capacité stratégique et opérationnelle de la Marine nationale.
Florence Parly se rend sur place le lendemain de l'incendie en compagnie du chef d'état-major de la Marine, l'amiral Christophe Prazuck. Elle évoque « une épreuve pour les Armées » et pour les industriels présents sur le chantier, et insiste sur le fait que « la quasi-totalité des équipements, comme le tube lance torpille, le sonar ou la batterie sont intacts ». Une enquête technique, une enquête judiciaire et une enquête de l'inspection générale des armées sont diligentées,.

#### Réparations en 2021
Le 22 octobre 2020, la ministre des Armées annonce sa décision de faire réparer la Perle en six mois. Pour cela, la partie avant d'un sous-marin de la même classe désarmé l'année précédente, le Saphir, doit être soudée à la partie arrière de la Perle, restée intacte après l'incendie. Le 7 décembre, le navire semi-submersible Rolldock Storm arrive à Toulon pour embarquer la Perle à son bord et le transférer à Cherbourg. Le cargo, avec le sous-marin à son bord, quitte Toulon le 10 décembre 2020.
Le sous-marin arrive à Cherbourg le 18 décembre 2020 où il est débarqué le 6 janvier 2021 dans la zone qui sert habituellement à la mise à l’eau des nouveaux sous-marins construits par le chantier naval de Cherbourg. La partie avant du Saphir est découpée ainsi que celle à remplacer sur la Perle. Les deux sections sont en cours d'assemblage en avril 2021. Le 12 avril 2021, la ministre des Armées se rend à Cherbourg pour faire le point sur l’avancée du chantier. La coque du Saphir sera également reconstituée en soudant à sa partie arrière l'avant endommagé de la Perle, pour permettre sa remise à l’eau, et la conduire à quai pour poursuivre son démantèlement.
Les travaux sont d'importance avec 350 000 heures de travail (en incluant les études préparatoires), la Perle va ainsi gagner 1,4 mètre de long et 68 tonnes de déplacement après leur réalisation. La cause en est que les coques des Saphir et Perle n'ont pas été coupées au même niveau, pour faciliter la reconnexion des équipements internes, comme le câblage ou les canalisations. Cet accroissement permettra d'ajouter deux compartiments pour l'équipage.
Ce n'est pas la première fois qu'une réparation de coque de cette nature est réalisée, la marine américaine y avait déjà procédé pour l'USS San Francisco, de classe Los Angeles qui avait percuté en 2005 un récif sous-marin à 160 m de profondeur, au large de l'île de Guam. La proue, très endommagée, du sous-marin avait été remplacée par celle de l'USS Honolulu.
Le 25 octobre 2021, après l'achèvement des travaux de jonction des deux parties et les essais en eaux, la Perle quitte Cherbourg pour regagner son port d'attache à Toulon. Les travaux nécessaires dans le cadre de l'arrêt technique, qui avaient été suspendus par l'incendie, sont repris.
Selon le planning annoncé par la ministre des Armées Florence Parly, la Perle devrait reprendre le service actif avant l'été 2023, et rester en activité jusqu’en 2030 au moins. Elle sera alors remplacée par le Casabianca, dernier sous-marin de la classe Suffren à être livré.

#### Second incendie en 2022
Lors des travaux d'entretien et réparation repris à Toulon, un nouvel incendie se déclenche à bord le 26 septembre 2022, dans la zone des vivres, à l'avant du sous-marin, sans risque radiologique apparent.

### Reprise de service en 2023
Le 17 mai 2023, la Perle débute ses essais à la mer : après des essais de propulsion et de manœuvrabilité en surface, la première plongée statique est conduite avec succès le 22 mai, confirmant sa capacité à naviguer en profondeur[réf. souhaitée].
Le 30 juin 2023 le sous-marin reprend son cycle opérationnel, après réparation et modernisation.

## Caractéristiques
La Perle est équipé de deux centrales de navigation inertielle SIGMA 40 XP créées par Sagem pour les sous-marins de type SNA. Elles utilisent une technologie Gyrolaser (Ring Laser Gyro).

## Sous-marin homonyme
Un autre sous-marin français dénommé aussi Perle fut coulé par méprise par un avion néerlandais au large du Groenland pendant la Seconde Guerre mondiale en juillet 1944 ; le naufrage fit 61 morts.